# قلب سگی
دل سگ یا قلب سگی یا قلب سگ (به روسی: Собачье сердце) رمانی است از میخائیل بولگاکف نویسندهٔ روسی که آن را بین ژانویه و مارس ۱۹۲۵ نوشت ولی تا سال ۱۹۸۷ در اتحاد جماهیر شوروی امکان انتشار پیدا نکرد. امروزه این کتاب چنان در روسیه شهرت دارد که می‌گویند «از بچه مدرسه‌ای تا سیاست‌مدار» همه با آن آشنا هستند.

## بازخورد
میخائیل بولگاکف این کتاب را چند ماه پس از مرگ لنین نوشت و تمثیل بُرنده‌ای است دربارهٔ انقلاب روسیه. سگ در این داستان، نماد مردم روسیه است که قرن‌ها تحت ستم و خشونت بوده و با او همچون حیوانات رفتار کرده‌اند. جراح عجیب داستان، تجسم حزب کمونیست (یا شاید خود لنین) است و عمل پیوند دشواری که برای تبدیل سگ به انسان انجام می‌شود نمادی از انقلاب است.
بولگاکف در این داستان با طنزی تلخ نشان می‌دهد این مغز نیست که انسان‌ساز است بلکه قلب شالوده و پایه ساخت انسان است. صرف داشتن عقل نمی‌تواند «آدم» بسازد، بلکه احساس و روح انسانی است که «انسان» می‌سازد.

### واکنش در ایران
این رمان در ایران نقد و نظرهای متفاوت و بعضاً متضادی برانگیخت. سید علی خامنه‌ای رهبر جمهوری اسلامی ایران در دیدارش با هنرمندان در تاریخ ۴/۷/۱۳۷۰ شمسی ضمن پیش کشیدن هنر انقلابی این رمان را با دیگر رمان‌های انقلاب شوروی قیاس می‌کند و تلویحاً علت این را که رمان به توفیق درخور خود نرسیده، مخالفت با نفس انقلاب می‌داند. این گفتار که در سایت او نیز آمده به‌طور خلاصه چنین است:
من اگر بخواهم یک نمونهٔ کامل این موضوع را برای شما مطرح کنم، باید از یک رمان نام ببرم. من رمانی به نام «دل سگ» خواندم، که نویسنده‌اش روسی است. این رمان، داستانی علمی، تخیلی است و… این رمان، رمان کوچکی هم هست؛ اما بسیار هم هنرمندانه است. این رمان در ایران هم ترجمه شده و چاپ گردیده‌است؛ ولی شماها اسمش را هم نشنیده‌اید. رمان «دل سگ»، یک رمان ضدانقلابی است که در حدود سال‌های ۱۹۲۵ یا ۱۹۲۶ - یعنی همان اوایل انقلاب روسیه - نوشته شده و نویسنده‌اش به انقلاب و به بعضی از کارها معترض است و آن‌ها را مسخره کرده‌است؛ مثل همین کارهایی که در این‌جا هم نظیرش را دیده بودیم. این اثر، اصلاً جزو ادبیات روسیه نیست. این رمان می‌توانست در دنیا پخش بشود. نمی‌شود گفت که آن‌جا پشت پردهٔ آهنین بود، یا در زمان استالین بود؛ نه، چرا در دنیا پخش نشد؟ چرا به عنوان یک اثر برجسته در دنیا ظهور پیدا نکرد؛ در حالی که «دن آرام» در دنیا به عنوان یک اثر برجسته مطرح است - بحث روسیه نیست - و به زبان‌های زندهٔ دنیا هم ترجمه شده‌است؛ یعنی اثر انقلاب است.

## ترجمه‌ها
- دل سگ ترجمهٔ مهدی غبرایی از زبان انگلیسی
- قلب سگی، ترجمهٔ آبتین گلکار، مستقیماً از زبان روسی و از متن اصلی، ۱۳۹۱، نشر ماهی[۷]

## اقتباس سینمایی
در سال 1988، مدت کوتاهی پس از انتشار رسمی این کتاب، ولادیمیر بورتکا فیلم تلویزیونی دل سگ را بر مبنای آن ساخت که مورد استقبال گستردۀ منتقدان قرار گرفت و جوایز زیادی به خود اختصاص داد. از ویژگی‌های شاخص این فیلم سیاه‌وسفید به وفاداری آن به کتاب اشاره کرده‌اند.